# Silene primuliflora
Silene primuliflora là loài thực vật có hoa thuộc họ Cẩm chướng. Loài này được Eckl. & Zeyh. miêu tả khoa học đầu tiên năm 1834.